# Kebon Candi
Kebon Candi is een bestuurslaag in het regentschap Pasuruan van de provincie Oost-Java, Indonesië. Kebon Candi telt 1780 inwoners (volkstelling 2010).